# Xavier Dalfó i Hors
Xavier Dalfó i Hors (Figueres, 1933 - 10 d'abril de 2016) va ser un periodista que va fundar la revista Canigó i la va dirigir des del 1954 fins al 1971. Estava casat des del 1968 amb la filòsofa, escriptora i periodista Isabel-Clara Simó.
Als vint-i-un anys va abandonar el negoci familiar, Can Dalfó, un comerç de roba al carrer de Girona de Figueres, per dedicar-se durant tres dècades al món del periodisme. Va fer d'editor i director i realitzà gairebé totes les feines que requerien treure al carrer una publicació que va néixer en l'àmbit local i que va tancar amb un llarg bagatge el març del 1983 convertida en un setmanari de referència nacional.
El 1971, Canigó havia passat de revista mensual a ser un setmanari d'informació general i el 1973 es traslladà a Barcelona per esdevenir una revista d'àmbit nacional, sense renunciar a les arrels. A partir d'aquell moment Isabel-Clara Simó passà a dirigir la revista.
Dalfó va fer amistat amb Salvador Dalí, Josep Pla, Frederic Marès, Rafael Sánchez Mazas o Caterina Albert.